# 네이버스 (드라마)
《네이버스》(영어: Neighbours)는 1985년 3월 18일부터 현재까지 방영 중인 오스트레일리아의 연속극이다.
2025년 2월 극이 취소되었다는 사실이 알려졌으며 12월에 방영이 끝날 예정이다.

## 개요
빅토리아주 멜버른 교외 가상 마을 에린즈버러 특히 막다른 골목인 램지스트리트를 중심으로 주민들의 삶을 그린다. 극의 중심인 램지가와 로빈슨가는 오래된 경쟁 관계로 설정되어 있다.

## 출연진
성 A-Z
- 애슐리 브루어 - 케이트 램지 역 (2009-14)
- 앤 찰스턴 - 매지 비숍 역 (1986-92, 1996-2001, 2015, 2022)
- 앨런 데일 - 짐 로빈슨 역 (1985-93, 2018-19)
- 제이슨 도너번 - 스콧 로빈슨 역 (1986-89, 2022)
- 델타 굿럼 - 니나 터커 역 (2002-05, 2015, 2022)
- 앤 해디 - 헬렌 대니얼스 역 (1985-97)
- 내털리 임브룰리아 - 베스 브레넌 역 (1992-94, 2022)
- 카일리 미노그 - 샬린 로빈슨 역 (1986-88, 2022)
- 피터 오브라이언 - 셰인 램지 역 (1985-87, 2022, 2024-25)
- 톰 올리버 - 루 카펜터 역 (1988, 1992-2016)
- 가이 피어스 - 마이크 영 역 (1986-89, 2022-24)
- 이언 스미스 - 해럴드 비숍 역 (1987-91, 1996-2009, 2011, 2015, 2022-25)